# Oswaldo Goeldi
Oswaldo Goeldi (Rio de Janeiro, 31 de outubro de 1895 – Rio de Janeiro, 16 de fevereiro de 1961) foi um desenhista, ilustrador, gravador, e professor brasileiro.

## Vida
Oswaldo Goeldi nasceu em 1895, no Rio de Janeiro, mas mudou-se para Belém antes de completar um ano de idade, tendo permanecido na capital do estado do Pará até os seis anos. Seu pai foi o cientista suíço Emilio Augusto Goeldi, que veio residir no Brasil em 1984 a convite de D. Pedro II. Instalado em território brasileiro, o naturalista casou-se com Adelina Meyer, pertencente a uma rica família de comerciantes de origem Suíça. Em razão da conexão com o imperador, o pai do artista trabalhou inicialmente na Quinta da Boa Vista, mas mudou-se para Teresópolis em decorrência da República, tendo trabalhado na Colônia Alpina, pertencente à família real.
Em 1893, Emílo Goeldi foi convidado a dirigir o Museu Paraense, atualmente chamado Museu Paraense Emílio Goeldi. Como parte de seu trabalho, realizava viagens de expedição investigatória pela floresta amazônica, tendo representado os interesses brasileiros na disputa territorial sobre o Amapá. Oswaldo Goeldi nasceu em uma das viagens do cientista à capital; em época, o Rio de Janeiro. E por isso, poucos meses após seu nascimento, mudou-se para Belém, onde a família já residia. Seu nome foi uma homenagem a um grande cientista amigo de seu pai, Oswaldo Cruz.
O tempo vivido em Belém, onde Oswaldo Goeldi denvolveu um contato com a fauna e a flora tropical, foi incorporado no discurso do artista em depoimentos futuros, sendo um marco importante na sua imaginação criadora. A experiência nesses primeiros anos de vida marcou seu trabalho futuro e foi revisitada quando o artista, após anos mergulhado no simbolismo e expressonismo europeu, retornou ao Brasil.
Por conta do trabalho desenvolvido por Emílio Goeldi, a família alternava moradia entre Belém, Rio de Janeiro e Suíça. Contudo, em 1905, o cientista e sua família mudaram-se em definitivo para Berna, na Suíça, tendo como justificativa um melhor ambiente para a educação de seus filhos. Tal interesse é reforçado quando em 1907 o pai deixa o cargo de diretor do Museu Paraense, apresentando como justificativa o interesse em cuidar de sua saúde e aumentar a supervisão sobre a formação de seus filhos. Anos depois, Emílio Goeldi tornou-se acadêmico da Universidade de Berna.
Dos 6 aos 24 anos, Oswaldo Goeldi viveu na Suíça. Em 1914, com cerca de 20 anos, ingressou no curso de engenharia da Escola Politécnica, em Zurique; e iniciou seu contato e interesse pelo desenho. O desenvolvimento de sua relação com a arte justifica-se pelo contato com o fervor da juventude da época, engajada tanto nos debates artísticos, quanto nas reflexões políticas latente nos anos pré-Guerra. Ainda em 1914, as questões políticas impactaram de forma incisiva sua vida: Oswaldo Goeldi precisou interromper seus estudos em razão de uma convocação de serviço militar durante a Primeira Guerra Mundial, experiência que o marca significativamente.
Outro momento importante da vida do artista foi a morte do pai, em 1917. O falecimento do cientista leva a viúva, Adelina, a retornar ao Brasil para ficar perto de sua família; mas, inicialmente, Goeldi não volta com seus familiares. O jovem vê na morte do pai a liberdade para explorar seu interesse pelas artes, e convence a mãe de deixá-lo mudar-se para Genebra, onde se matricula, em 1917, na Ecole des Arts et Métiers (Escola de Artes e Ofícios). O desgosto familiar pelo abandono da área científica por Oswaldo Goeldi, bem como a sabida vida boêmia que ele passa a levar após sua decisão, marcam o iníco de um afastamento do seio familiar. O desgosto pela decisão de Goeldi aumenta quando apenas seis meses após matricular-se, Goeldi abandona a escola. Contudo, uma motivação artística levou o artista a essa decisão: queria afastar-se do academicismo dos professores em busca de uma linguagem mais própria, interesse persistente entre diversos artistas que iniciaram a arte moderna. 
Após abandonar a escola, o artista passa a ter aulas no ateliê dos artistas Serge Pahnnke (1875 - 1950) e Henri van Muyden (1860 - s.d.), mas novamente o interesse em investigar suas próprias potências expressivas, frente ao ensino da reprodução das obras dos mestres, o fez deixar de frequentar ambos os espaços. Nesse período, entra em contato e hospeda-se no ateliê de Hermann Kümmerly, artista suíço a quem Goeldi admirou e com quem aprendeu a litografia. É já nesse primeiro momento que temas recorrentes de sua obra apareceram; a saber: cenas noturnas, casas abandonadas, ruas vazias, figuras fantásticas, etc.
É assim que, ainda em 1917, realiza a primeira exposição individual em Berna, na Galeria Wyss. É através dessa exposição que Goeldi conhece a obra de Alfred Kubin (1877 - 1959), sua grande influência artística. Ano depois, em 1926, Oswaldo Goeldi envia uma primeira carta a Alfred Kubin iniciando 26 anos de troca de correspondências que construiram uma relação de forte vincxulação poética, tendo Goeldi reconhecido o artista austríaco como "Venerado Mestre" e Kubin, ao artista mais novo, como seu "único e legítimo aluno e sucessor".
Em 1919 Oswaldo Goeldi retorna ao Rio de Janeiro, pois sua família não consegue mais sustentá-lo na Europa; além de não aprovarem o estilo de vida que ele levava. Inicialmente, os parentes maternos arranjam para Oswaldo Goeldi um trabalho no London and River Plate Bank, mas o artista não se adapta ao convívio intenso com a família e com a rotina de trabalho em um banco. Nesse período, é através das correspondências e envio de trabalhos para Hermann Kümmerly e Alfred Kubin que reflete sobre sua produção artística e sobre a mudança de ambiente.
O afastamento definitivo da família se deu após o casamento da irmã do artista com Martin Wenger, amigo europeu de Goeldi que hospedou-se em sua casa, no Rio de Janeiro, e que se tornou sua companhia na vida boêmia até noticiá-lo do casamento, o que não agradou ao artista. A influência de Martin Wenger, que aos poucos passou a gerenciar os bens da família e buscava performar uma imagem idônea, apesar de esconder dívidas que eram conhecidas por Goeldi, foi definitiva no desentendimento entre o artista e seus parentes.
Ainda em 1919, após abandonar o emprego arranjado por seus familiares, Oswaldo Goeldi  passa a trabalhar como ilustrador nas revistas Para Todos e Ilustração Brasileira. Em 1921, realiza sua primeira individual no Brasil, no Liceu de Artes e Ofícios carioca. A exposição teve crítica negativa em época, apesar de ter sido recebida de maneira relativamente positiva por alguns poucos literatos e artistas. Segundo o crítico de arte José Maria dos Reis Júnior, foi nesse momento que o artista desenvolveu seu problema com o alcoolismo. Visto pela família como uma mancha à imagemdo pai, Oswaldo Goeldi é enviado para a Europa em 1922, período em que flerta com pensamentos auto-destrutivos. É através de mensagem e recursos financeiros enviados pela amiga Beatriz Reynal que retorna ao Brasil e é recebido com uma pequena festa.
De volta ao Brasil, Goeldi mergulha ainda mais intensamente em sua produção artística, que mescla, sobretudo nesse momento inicial, a morbidez e a solidão com a paisagem tropical e citadina do Rio de Janeiro, mannifestando seu interesse por  aquilo que se revela o insólito na realidade. Em 1923, Oswaldo Goeldi conhece, nas barcas entre Niterói e Rio de Janeiro, Ricardo Bampi, artista brasileiro com formação em artes gráficas na Alemanha. É com ele que aprende a xilogravura, seu principal meio de expressão poética.
Na década de 1930, lança o álbum 10 Gravuras em Madeira de Oswaldo Goeldi, com introdução do poeta Manuel Bandeira (1884 - 1968) para periódicos e livros, como Cobra Norato, de Raul Bopp (1898 - 1984), publicado em 1937, com suas primeiras xilogravuras coloridas. Dedica esta edição a Tarsila. Em 1941, trabalha na ilustração das Obras Completas de Dostoievski, publicadas pela Editora José Olympio. Em 1955, inicia a carreira de professor, na Escolinha de Arte do Brasil, e, em 1955, torna-se professor da Escola Nacional de Belas Artes - Enba, no Rio de Janeiro, onde abre uma oficina de xilogravura. Foram seus alunos Adir Botelho (seu assistente e substituto), Anna Letycia (que escreveu sobre Goeldi), Samico, Antonio Dias e Roberto Magalhães. Em 1995, o Centro Cultural Banco do Brasil realiza exposição comemorativa do centenário do seu nascimento, no Rio de Janeiro com curadoria de Noemi Ribeiro, a partir do acervo do Museu Nacional de Belas Artes.
Consolidado como ilustrador, expôs na 25ª Bienal de Veneza, em 1950, e ganhou o Prêmio de Gravura da 1ª Bienal Internacional de São Paulo, em 1951. Sua carreira como professor começou em 1952 e, após três anos passou a ensinar xilogravura na Escola Nacional de Belas Artes. Em 1956 foi realizada sua primeira retrospectiva no Museu de Arte Moderna do Rio de Janeiro, sua mais importante exposição em vida, e no MAM-SP.
A obra de Goeldi já participou de mais de uma centena de exposições póstumas no Brasil, Argentina, França, Portugal, Suíça e Espanha. Todo o acervo do artista hoje é preservado e catalogado pela Associação Artística Cultural Oswaldo Goeldi e pelo Projeto Goeldi, segundo estas instituições.
Goeldi nunca se casou. Hoje, a quase totalidade das matrizes e muitas centenas de gravuras e desenhos de Goeldi estão no Rio de Janeiro, no Museu Nacional de Belas Artes e na Biblioteca Nacional, que também guarda os arquivos do artistas transferidos da PUC-RJ. O terceiro fundo de obras de Goeldi é a antiga coleção do Banco do Estado da Guanabara (BEG), adquirida com recursos públicos da cidade do Rio de Janeiro. No período da fusão, o BEG foi renomeado como BANERJ e, por ocasião da privatização deste, o acervo Goeldi foi transferido par o Museu do Estado do Rio de Janeiro no Palácio do Ingá em Niterói. Nada é comparável a estes três acervos, mas outras coleções públicas são dignas de nota: o Museu de Arte Moderna do Rio de Janeiro, a Casa de Rui Barbosa e o Museu de Arte do Rio (MAR) na cidade natal de Goeldi, o Museu de Arte Moderna de São Paulo, a Pinacoteca do Estado de São Paulo e o MAC-USP e o Museu da Gravura de Curitiba. A artista Lygia Pape e seu marido Günther Pape foram um dos colecionadores da obra de Goeldi, além de outros apreciadores da obra de Oswaldo Goeldi.
Sua obra tem participado de centenas de exposições no Brasil, Argentina, Equador, México, Uruguai, Bélgica, França, Portugal, Suíça e Espanha. O respeito à obra de Goeldi é resguardado é preservado pelo Projeto Goeldi, que além de um acervo de obras possui o maior acervo documenta e iconográfico sobre o artista, além de utensílios e objetos pessoais resguardados pela instituição fundada pelos herdeiros do artista.

### Vida
- 1895 — Nascimento de Oswaldo Goeldi em 31 de outubro de 1895, na cidade do Rio de Janeiro.[4]
- 1896 — Com um ano de idade, muda-se, com a família, para Belém do Pará.[8]
- 1905 — Sua família transfere-se para Berna, na Suíça.[3]
- 1914 — Oswaldo Goeldi ingressa no curso de engenharia pela Escola Politécnica de Zurique, mas precisa interromper os estudos, pois é enviado para a I Guerra Mundial como sentinela em uma fronteira suiça.[4][8]
- 1917 — Com o falecimento do pai, Oswaldo Goeldi abandona o curso de engenharia na Escola Politécnica de Zurique e estuda, por seis meses, na Escola de Artes e Ofícios de Genebra.[4]

Decide por também abandonar as aulas na Escola de Artes e Ofícios de Genebra por considerá-las excessivamente acadêmicas. Opta por aulas com os pintores suíços Serge Pahnke (1875-1950) e Henri van Muyden (1860-1936).
- 1917 — Torna-se amigo de Hermann Kümmerly, e passa a trabalhar em seu ateliê familiar, fazendo litografias.[4]

- 1919 — Regressa ao Brasil e passa a viver em sua cidade natal, Rio de Janeiro, trabalhando no London and River Plate Bank.[4]
- 1920 — Renuncia ao emprego no banco e começa a trabalhar nas Revista Para Todos, Leitura Para Todos e Ilustração Brasileira, como ilustrador.[4]
- 1922 — Frente a uma tentativa da família em enviá-lo novamente para a Europa, conta com o apoio de amigos e intelectuais, como a poetisa Beatrix Reynal, para comprar a passagem e garantir seu retorno ao Brasil.[4]
- 1923 — Inicia seus estudos de xilogravura com Ricardo Bampi.[8]
- 1926 — Inicia o contato com o artista Alfred Kubin por carta, contato que será mantido por 26 anos.[9] Envia alguns de seus trabalhos, e o artista europeu o aconselha a expor na Europa.[4]
- 1930 — Oswaldo Goeldi faz o album 10 gravuras em madeira, prefaciado por Manuel Bandeira. Com o dinheiro proporcionado pela venda dos albuns, que teve 200 tiragens, viaja para a Europa e encontra, pela primeira e única vez,  o artista Alfred Kubin. Durante a viagem, expõe na Galeria Kunst-Klipstein, em Berna, ao lado de Matisse, Utrillo, Waroquier, Leong Lan e outros; e na Galeria Werthein, em Berlim. Expõe também no Atelier de Kummerly, em Muri, Suiça. Retorna ao Brasil em 1931.[4]
- 1937 — Introduz a cor em sua gravura. [4]
- 1952 — Começa a ensinar na Escolinha de Arte do Brasil, de Augusto Rodriges, no Rio de Janeiro.[4]
- 1953 — Oswaldo Goeldi vai para Montevideu a convite do Instituto Uruguaio Brasileiro e realiza palestra sobre gravura. O artista também participa de coletiva no dito Instituto.[4]
- 1955 — Oswaldo Goeldi começa a lecionar na escola Nacional de Belas Artes nas disciplinas de Gravura em Metal e Madeira. Com o apoio do Ministério da Educação e Cultura publica o álbum Goeldi, com apresentação de Anibal Machado.[4]
- 1961 — Doente, é assistido por seus companheiros de vida Béatriz Reynal e José Maria dos Reis Junior. Morre de enfarte, aos 66 anos, no Rio de Janeiro.[4]

### Exposições coletivas
- 1924 —  Participa de exposição coletiva no 2º Salão da Primavera, no Liceu de Artes e Ofícios do Rio de Janeiro.[10][11]
- 1930 —  Durante a viagem pela Europa, expõe na Galeria Kunst-Klipstein, em Berna, ao lado de Matisse, Utrillo, Waroquier, Leong Lan e outros; e na Galeria Werthein, em Berlim. Expõe também no Atelier de Kummerly, em Muri, Suiça. Retorna ao Brasil em 1931.[12]

Também neste ano participou da mostra Exposição de uma Casa Modernista, na Casa Modernista, em São Paulo.
- 1933 — Participa do 3º Salão da Pró-Arte, no Rio de Janeiro, Brasil.[14] [11]

- 1935 — Participa da Exposição de Arte Social organizada por Aníbal Machado, Álvaro Moreira e Santa Rosa no Club de Cultura Moderna no Rio de Janeiro.[12]
- 1937 — Oswaldo Goeldi integra o 1º Salão de Maio, idealizado por Quirino da Silva, em São Paulo.[12]
- 1938 — Oswaldo Goeldi integra o 2º Salão de Maio, em São Paulo. Em viagem pelo Brasil, expõe em Belém-PA, na Biblioteca do Arquivo Público, em Salvador-BA, e Rio de Janeiro, na coletiva organizada por Di Cavalcanti, Anibal Machado e Santa Rosa.[12]
- 1943 — Participa da Exposição de Arte Brasileira, na Burlington HouseL, em Londres, Reino Unido.[15][11]
- 1944 — Oswaldo Goeldi participa das exposições coletivas A Exhibition of Modern Brazilian Paintings, na Inglaterra. A exposição ocorreu na Royal Academy of Arts (RA), em Londres[16]; e no Norwich Castle and Museum, em Norwich.[17] A mostra tinha como objetivo revelar a produção artística moderna brasileira para europeu.[12][11]

No Brasil, em Belo Horizonte, participa da da Exposição de Arte Moderna, promovida pela prefeitura.
- 1945 — Participa de mais edições da coletiva A Exhibition of Modern Brazilian Paintings; na Scottish National Gallery, em Edimburgo, Escócia;[18] na Kelvingrove Art Gallery and Museum, em Glasgow, Escócia;[19] na Victoria Art Gallery, em Bath, Inglaterra;[20] na Bristol City Museum & Art Gallery, em Bristol, Inglaterra;[21] e na Manchester Art Gallery, em Manchester, Inglaterra.[22][11]
- 1950 — Participa da exposição Arte Moderna Brasileira, na Galeria d'Arte della Casa do Brasil, em Roma, Itália.[23][11]

Integra também o 2º Salão de Belas Artes da Bahia.
- 1952 — Oswaldo Goeldi participa de exposição na Association Artístique et Littéraire, em Paris, França.[12] Expõe na Galeria Tenreiro, no Rio de Janeiro,[25] e na Exposição de Artistas Brasileiros, no Museu de Arte Moderna do Rio de Janeiro (Mam Rio), Rio de Janeiro, Brasil.[11][26]

- 1953 — Oswaldo Goeldi participa de coletiva no Instituto Uruguaio Brasileiro.[12] Integra também a mostra Salão de Agosto, na Casa do Povo, em São Paulo.[11] [27]
- 1954 — Oswaldo Goeldi expõe na mostra Graveurs Brésiliens, no Museu de Arte Moderna de Berna, e no Kunstgewerbemuseum, em Zurique, Alemanha.[12] Também em Zurique, participa da coletiva Arte Brasileira, Arquitetura Brasileira Moderna e Novos Gráficos Brasileiros, na Kunstgewerbemuseum.[11][28]

Junto com outros artistas, Oswaldo Goeldi organiza o Salão Preto e Branco no II Salão Nacional de Arte Moderna, no Palácio da Cultura/ Ministério da Educação e Saúde, Rio de Janeiro, no qual todos os artistas apresentaram exclusivamente obras em preto e branco, em protesto contra a alta taxação da importação de tintas.
No mesmo ano, participa da Exposição comemorativa do I Congresso Nacional de Intelectuais, na Escola Goiana de Belas Artes (EGBA), em Goiânia, Brasil.
- 1955 — Oswaldo Goeldi integra a mostra Incisioni e Disegni Brasiliane no Museu da Villa Ciani em Lugano, na Itália.[12]
- 1956 — Oswaldo Goeldi participa da II Internacional Austellung von Holzschwitter, na Alemanha (Zurique), Suíça e Itália, de exposição no Museu de Arte Moderna de São Paulo, da retrospectiva no Museu de Arte Moderna no Rio de Janeiro e da exposição itnerante Arte Gráfica do Hemisfério Ocidental, com organização da International Business Machines Corporation.[12]
- 1957 — Oswaldo Goeldi participa de exposição Grabados Brasileños, promovida pelo Instituto de Cultura Uruguaio-Brasileiro em Montevidéu.[12] Integra a coletiva Arte Moderna no Brasil, no Museo de Arte Moderno de Buenos Aires, Buenos Aires, Argentina;[30] no Museo Municipal de Bellas Artes Juan B. Castagnino, em Rosário, Argentina;[31] no Museo de Arte Contemporáneo em Santiago, Chile;[32] e no Museo de Arte de Lima, em Lima, Peru.[33][11]

Neste ano, integra também o 6º Salão Nacional de Arte Moderna, no Palácio Gustavo Capanema, no Rio de Janeiro, Brasil.
- 1958 — Oswaldo Goeldi integra uma coletiva de artistas brasileiros em exposição em Buenos Aires, participa de exposição na Galeria GEA, no Rio de Janeiro, na Mostra Gravadores Brasileiros, no Museu de Arte do Rio Grande do Sul, no Salão de Arte A Mãe e a Criança, no Rio de Janeiro[11][35] e, no exterior, da V Mostra Internazionale Di Bianco e Nero, na Itália.[12]
- 1959 — Oswaldo Goeldi participa de exposições na Piccola Galeria, do Instituto Italiano de Cultura, e na Galeria Langenbach & Tenreiro, ambas no Rio de Janeiro. Participa também de duas coletivas internacionais de arte brasileira: a Austellung Brasilianischer Künstler, em Munique, e Graphik aus Brasilien no Museu Albertina, em Viena.[12]

Neste mesmo ano, Oswaldo Goeldi expõe na Galeria Bonino, no Rio de Janeiro, junto com o artista Marcelo Grassmann, participa da coletiva 30 Anos de Arte Brasileira, na Galeria Macunaíma, Rio de Janeiro, Brasil; e da 40 Artistas do Brasil, na Galeria São Luís, em São Paulo, Brasil.

### Exposições individuais
- 1917 — Realiza a primeira exposição em Berna, na Galeria Wyss, onde estabelece contato coma obra de Alfred Kubin, que viria a considerar seu mestre.[38]
- 1921 — Exposição de Oswaldo Goeldi no Liceu de Artes e Oficios, no Rio de Janeiro. A exposição não é bem aceita pela mídia brasileira em razão de uma resistência às tendências vanguardistas do norte europeu.[38]
- 1930 — Realiza uma individual na Galeria Gutekunst & Klipstein, em Berna, Suiça.[39]
- 1938 — Realiza uma individual no Arquivo Público do Estado do Pará, em Belém, Brasil.[40]
- 1944 — Oswaldo Goeldi realiza individual no Instituto de Arquitetos do Brasil.[38]
- 1951 — Oswaldo Goeldi realiza uma exposição individual em São Paulo, na Galeria Domus.[38]
- 1954 — Individual na Galeria Oxumarê, na Bahia, Brasil.[38]
- 1956 — Individual no Museu de Arte Moderna de São Paulo (MAM/SP), em São Paulo, Brasil;[41] e da Goeldi: Retrospectiva, no Museu de Arte Moderna do Rio de Janeiro (Mam Rio), no Rio de Janeiro, Brasil.[42]
- 1958 — Individual na Galeria GEA, no Rio de Janeiro, Brasil.[43]
- 1959 — Individual na Galeria Langebach & Tenreiro, em São Paulo, Brasil.[44]

### Participações em Bienais
- 1950 — Bienal de Gravura, Tchecoslováquia.[45]

25ª Bienal de Veneza, Itália.
- 1951 — I Bienal Internacional de Arte de São Paulo, Brasil.[45]
- 1952 — 1ª Bienal de Xilogravura de Tóquio.[47]
- 1953 — II Bienal Internacional de Arte de São Paulo, Brasil.[45]
- 1955 — III Bienal Internacional de Arte de São Paulo, Brasil.[45]
- 1956 — 28ª Bienal de Veneza, Brasil.[45]
- 1958 — 29ª Bienal de Veneza, Brasil.[45]
- 1960 — II Bienal Interamericana do México[45]
- 1961 —  6ª Bienal Internacional de Arte de São Paulo. [48]
- 1969 —  10ª Bienal Internacional de Arte de São Paulo. [48]
- 1971 —  11ª Bienal Internacional de Arte de São Paulo. [48]
- 1979 —  15ª Bienal Internacional de Arte de São Paulo.[49]
- 1985 —  18ª Bienal Internacional de Arte de São Paulo.[50]
- 1987 — 19ª Bienal Internacional de Arte de São Paulo.[50]
- 1998 — 24ª Bienal Internacional de Arte de São Paulo.[51]
- 2010 — 29ª Bienal Internacional de Arte de São Paulo.[52]

### Exposições póstumas
- 1962 — Retrospectiva Goeldi, no Museu de Bellas Artes, em Buenos Aires, Argentina.[53]
- 1972 — Participação na mostra A Semana de 22: antecedentes e consequências, com curadoria de Pietro Maria Bardi, no Museu de  Arte de São Paulo, em São Paulo, Brasil.[53]
- 1981 — O Curso de Especialização em História da Arte da PUC-RJ realizou a exposição A Vida e a Obra de Oswaldo Goeldi, com um catálogo que lançou novas bases para a interpretação de Goeldi. Ao se publicar um catálogo aprofundado, organizado pelo artista e professor Carlos Zílio, responsável pela retomada de Goeldi, o país retoma o contato com seu artista modernista de extrema consistência.[54]
- 1984 — Tradição e Ruptura: síntese de arte e cultura brasileiras, na Fundação Bienal. São Paulo, Brasil.[53]
- 1991 — Participa da mostra Goeldi, Shiró e Cildo Meireles - Infância: o Pará e a Arte, no 10º Salão de Arte do Pará, no Pará, Brasil.[55]
- 1992 — Participou da exposição America, Bride of the Sun - 500 Years of Latin America and the Low Countries, no Royal Museum of Fine Arts Antwerp, Antuérpia.[55]
- 1995 — Mostra comemorativa do centenário do artista, sob a curadoria de Noemi Ribeiro. O catálogo continua a grande obra de referência para compreender a trajetória artística de Goeldi.[56]

Exposição Goeldi: nosso tempo, no MAB / Faap, em São Paulo, Brasil.
Exposição Goeldi: seu tempo, no IEB / USP, em São Paulo, Brasil.
Exposição Imagem Derivada: um olhar acerca do desdobramento da gravura hoje, no MAP, Belo Horizonte, Minas Gerais, Brasil.
Exposição Oswaldo Goeldi: um auto-retrato, no CCBB, Rio de Janeiro, Brasil.
- 1996 — Exposição Ex Libris / Home Page, no Paço das Artes, São Paulo, Brasil.[57]

Exposição Oswaldo Goeldi Mestre Visionário, na Galeria de Arte do Sesi, São Paulo, Brasil.
- 1998 — Exposição Impressões: a arte da gravura brasileira, no Espaço Cultural Banespa, em São Paulo, Brasil.[58]

Exposição O Moderno e o Contemporâneo na Arte Brasileira: Coleção Gilberto Chateaubriand no MAM, Rio de Janeiro, e no Masp, São Paulo, Brasil.
Exposição Os Colecionadores - Guita e José Mindlin: matrizes e gravuras, na Galeria de Arte do Sesi, em São Paulo, Brasil.
- 1999 — Goeldi: gravuras, matrizes e desenhos, na Casa França - Brasil, no Rio de Janeiro, Brasil.[58]

Mostra Rio Gravura: Oswaldo Goeldi, no Espaço Cultural dos Correios, e no Museu do Ingá, no Rio de Janeiro, Brasil.
Mostra Gravura Moderna Brasileira: acervo Museu Nacional de Belas Artes, no Museu Nacional de Belas Artes, Rio de Janeiro, Brasil.
Exposição Literatura Brasileira e Gravura, na Academia Brasileira de Letras, Rio de Janeiro, Brasil.
Exposição Oswaldo Goeldi, na Galeria Thomas Cohn, em São Paulo, Brasil.
- 2000 — Exposição Brasil + 500 Mostra do Redescobrimento. na Fundação Bienal, em São Paulo, Brasil.[58]

Exposição Brasil Europa: encontros no século XX, no Conjunto Cultural da Caixa, Brasília DF, Brasil.
Exposição Matrizes do Expressionismo no Brasil: Abramo, Goeldi e Segall, no Paço Imperial, Rio de Janeiro, e no MAM-SP, São Paulo, Brasil.
12ª Mostra da Gravura de Curitiba. Marcas do Corpo, Dobras da Alma, Curitiba, Paraná, Brasil.
O Papel da Arte, na Galeria de Arte do Sesi, São Paulo, Brasil.
Quando o Brasil era Moderno: artes plásticas no Rio de Janeiro de 1905 a 1960, no Paço Imperial, Rio de Janeiro, Brasil.
Século 20: arte do Brasil, na Fundação Calouste Gulbenkian/Centro Cultural Calouste Gulbenkian, Lisboa, Portugal.
Comemoração aos 500 anos do Brasil, em Basel, Suiça.
- 2001 — Inauguração do Espaço Arte Goeldi, nas dependências do Museu Paraense Emilio Goeldi - Parque Zoobotânico - com exposição póstuma de obras do artista sob a curadoria de Lani Goeldi, em Belém, Pará, Brasil.[57]
- 2007 — Exposição Goeldi na BM&F - Arte em Branco e Preto, em São Paulo, Brasil.[57]

Exposição Oswaldo Goeldi na Coleção de André Buck, em São Paulo, Brasil.
- 2009 — Exposição Goeldi - Luz Noturna, na Caixa Cultural São Paulo, em São Paulo, Brasil.[59]
- 2010 — Exposição Goeldi - Luz Noturna, na Caixa Cultural Brasilia-DF; Curitiba-PR e Salvador-BA, Brasil.[59]

Exposição Goeldi – O Encantador das Sombras, no Centro Cultural dos Correios  do Rio de Janeiro, Rio de Janeiro, Brasil.
- 2011 — Exposição Oswaldo Goeldi – Cena Urbana, na Embaixada de Londres, Inglaterra.[59]

Exposição Goeldi – Poesia Gravada, no  Museu Universidade do Pará, no Pará, Brasil.
- 2012 —  Exposição Goeldi & Dostoievski, na Caixa Cultural do Rio de Janeiro, Rio de Janeiro, Brasil.[59]

Exposição Oswaldo Goeldi, no MAM – SP, em São Paulo, Brasil.
- 2013 — Exposição Oswaldo Goeldi – Soturno Caminhante, no Correios Fortaleza – CE, Ceará, e Correios Juiz de Fora – MG, Minas Gerais, Brasil.[59]

Exposição Goeldi – Luz Noturna, na Caixa Cultural – Recife - PE, Pernanbuco, Brasil.
Exposição O abrigo e o terreno, no Museu de Arte do Rio (MAR), Rio de Janeiro, Brasil.
- 2014 — Exposição Cassiano Ricardo gravado por Oswaldo Goeldi, III Bienal do Livro da Fundação Cassiano Ricardo – São Jose dos Campos em São Paulo, Brasil.[59]

Exposição Oswaldo Goeldi, na Galeria Milan, em São Paulo, Brasil.
- 2016 — Exposição O Universo de Oswaldo Goeldi, na Galeria Bergamin & Gomide, em São Paulo, Brasil.[59]

Exposição A Cor do Brasil, no Museu de Arte do Rio (MAR), no Rio de Janeiro, Brasil.
- 2023 — Exposição Fauna e Flora por Emilio Goeldi & Oswaldo Goeldi, no Museu Paraense Emílio Goeldi, em Pará, Brasil.[60]

### Ilustrações
- 1924 — Oswaldo Goeldi faz ilustrações para O Malho, periódico de Álvaro Moreira.[61]
- 1928 — Oswaldo Goeldi faz ilustrações para Canaã de Graça Aranha,[61] um dos organizadores da Semana de Arte Moderna de 1922.[62]
- 1929 — Oswaldo Goeldi faz ilustrações para Mangue de Benjamim Costallat.[61]
- 1937 — Oswaldo Goeldi ilustra o livro Cobra Norato de Raul Bopp, dedicando-o à pintora Tarsila do Amaral; e André de Leão e o demônio do cabelo encarnado, de Cassiano Ricardo.[61]
- 1941 — Oswaldo Goeldi ilustra o Suplemento Literário Autores & Livros, publicação do Jornal da Manhã. Iustra, também, romances de Fiódor Dostoievski lançados pela José Olympio Editora,[61] e uma série de desenhos sobre a Guerra de título As Luzes se Apagam, Agitam-se os Monstros.[63]
- 1942 — Oswaldo Goeldi realiza ilustrações para a edição da Editora e Livraria Geral Franco-Brasileira do romance Aux Rives de notre océan, de autoria de Jacques Perroy Cuers. [61]
- 1944 — Neste ano, realizada a série de seis gravuras com o titulo Balada da Morte para a Revista Clima, de São Paulo. Sua ilustração para o romance Humilhados e ofendidos, de Fiódor Dostoievski, é lançada no Rio de Janeiro; e ilustra os livros de Fascinação da Amazônia, de Ester Leão Cunha Mello, e Carlitos, a vida, a obra e a arte do gênio do cine, de Manuel Villegas Lopes.[61]
- 1945 — Oswaldo Goeldi faz ilustração para Martim Cererê: o Brasil dos meninos, dos poetas e dos heróis, de Cassiano Ricardo, continua realizando ilustração para Letras e Artes, o suplemento dominical do jornal A Manhã; e ilustra Recordações da casa dos mortos, de Fiódor Dostoievski.[64]

- 1946  — Oswaldo Goeldi faz ilustração para o livro Frô de pena – versos caipiras, de Jacy G. Ricardo.[64]
- 1947 — Oswaldo Goeldi faz ilustração para o livro Face oculta, de José Luís de Carvalho Filho.[64]
- 1949 — Oswaldo Goeldi faz ilustração para "Cheiro de Terra" de Caio de Mello Franco.[64]
- 1951 — Oswaldo Goeldi faz ilustração para o livro Minha primeira comunhão, de Maria Pacheco Chaves.[64]
- 1958 — Oswaldo Goeldi ilustra o livro Supertições e costumes, de Câmara Cascudo.[64]
- 1959 — Oswaldo Goeldi ilustra o livro Lições de Abismo de Gustavo Corção.[64]
- 1960 — Oswaldo Goeldi ilustra o livro Mar Morto, de Jorge Amado.[64]

## Prêmios e reconhecimentos
- 2018 — Surgimento da Bienal de Arte Oswaldo Goeldi, assim entitulada em homenagem ao artista, na cidade de Taubaté, São Paulo.[65]
- 2016  — Lançamento da Gravura Comemorativa com tiragem Póstuma de Oswaldo Goeldi, em homenagem aos 55 anos de falecimento do artista.[66]
- 2015 — Comemoração dos 120 anos de nascimento de Oswaldo Goeldi com ciclo de oalestras por todo o país.[66]
- 1960 — Primeiro Prêmio Internacional de Gravura na II Bienal Interamericana do México, realizada no Museu Nacional de Artes Plásticas da Cidade do México.[67]
- 1955 — Oswaldo Goeldi recebe homenagem do grupo de Estudos Mário de Andrade - Pen Club do Brasil.[67]
- 1951 — Oswaldo Goeldi ganha o 1º Premio da Gravura Nacional na I Bienal Internacional de Arte de São Paulo.[68]